# 분해 효소
분해효소(分解酵素, 영어: lyase)는 생화학에서 가수분해(치환 반응) 및 산화 이외의 수단에 의해 다양한 화학 결합의 파괴(제거 반응)를 촉매하는 효소로, 보통 새로운 이중 결합 또는 새로운 고리 구조를 형성하는 반응을 촉매한다. 이에 대한 역반응(마이클 반응이라고 함)도 가능하다. 예를 들어, 분해효소는 일반적으로 다음과 같은 반응을 촉매하는 효소이다.
ATP → cAMP + PPi
분해효소는 정반응에서는 하나의 기질만 필요로 하지만, 역반응에서는 두 가지 기질을 필요로 한다는 점에서 다른 효소들과 다르다.

## 명명법
계통명은 "기질 그룹+분해효소"로 명명된다. 일반명으로는 탈카복실화효소, 탈수효소, 알돌레이스 등이 있다. 생성물이 더 중요한 경우 생성효소라는 명칭을 이름에 사용(예: 포스포설포락트산 생성효소 (EC 4.4.1.19), 포스포엔올피루브산에 대한 아황산염의 마이클 첨가)할 수 있다. 제거 반응과 마이클 첨가 반응의 조합은 O-석시닐호모세린(석신산을 이탈기로 사용)의 γ-제거를 먼저 촉매하는 O-석시닐호모세린(싸이올)-분해효소 (MetY 또는 MetZ)에서 볼 수 있다. 황화물이 바이닐 중간생성물로 전환되는 경우, 이 반응은 처음에는 분해효소(EC 4.2.99.9)로 분류되었지만, 이후에 전이효소(EC 2.5.1.48)로 재분류되었다.

## 분류
분해효소는 효소의 EC 번호 분류에서 EC 4로 분류된다. 분해효소는 다음과 같이 7가지 하위 부류로 분류될 수 있다.
- EC 4.1은 탈카복실화효소 (EC 4.1.1), 알데하이드 분해효소 (EC 4.1.2), 옥소산 분해효소 (EC 4.1.3) 및 기타 (EC 4.1.99)와 같이 탄소-탄소 결합을 절단하는 데 사용되는 분해효소들이다.
- EC 4.2는 탈수효소와 같이 탄소-산소 결합을 절단하는 데 사용되는 분해효소들이다.
- EC 4.3은 탄소-질소 결합을 절단하는 데 사용되는 분해효소들이다.
- EC 4.4는 탄소-황 결합을 절단하는 데 사용되는 분해효솓소들이다.
- EC 4.5는 탄소-할로젠화물 결합을 절단하는 데 사용되는 분해효소들이다.
- EC 4.6은 아데닐산 고리화효소 및 구아닐산 고리화효소와 같이 인-산소 결합을 절단하는 데 사용되는 분해효소들이다.
- EC 4.99는 페로킬레이테이스와 같은 다른 분해효소들을 포함한다.

## 막 결합 분해효소
일부 분해효소는 외재성 막 단백질로 생체막에 결합되거나 단일 막관통 나선을 통해 고정된다.

## 같이 보기
- 산화환원효소 (EC 1)
- 전이효소 (EC 2)
- 가수분해효소 (EC 3)
- 이성질화효소 (EC 5)
- 연결효소 (EC 6)
- EC 번호 목록 (EC 4) (영어)